# Салих Бозок
Салих Бозок (на турски: Salih Bozok) е офицер от османската и турската армия и турски политик.

## Биография
Салих Бозок е роден през 1881 година в Солун, Османска империя. Завършва военното училище в Битоля и постъпва на служба в армията през 1903 година. Участв в Балканските войни (1912 – 1913), Първата световна война (1914 – 1918) и Турската война за независимост (1919 – 1923). Адютант е на Мустафа Кемал Ататюрк. След това е депутат в турския парламент и член на борда на Тюркие Иш Банкасъ.